# NGC 1519
NGC 1519 ist eine Balken-Spiralgalaxie vom Hubble-Typ SBb im Sternbild Eridanus am Südsternhimmel. Sie ist schätzungsweise 77 Millionen Lichtjahre von der Milchstraße entfernt und hat einen Durchmesser von etwa 50.000 Lichtjahren. Sie ist Mitglied der sechs Galaxien zählenden NGC 1519-Gruppe (LGG 109).
Das Objekt wurde am 2. Januar 1878 von Ernst Wilhelm Leberecht Tempel entdeckt.

## NGC 1519-Gruppe (LGG 109)
| Galaxie   | Alternativname | Entfernung/Mio. Lj |
| --------- | -------------- | ------------------ |
| PGC 14458 | ESO 550-5      | 80                 |
| NGC 1519  | PGC 14514      | 77                 |
| PGC 14487 | MCG -3-11-12   | 79                 |
| PGC 14626 | MCG -3-11-18   | 80                 |
| PGC 14768 | MCG -3-11-19   | 83                 |
| PGC 14377 |                | 81                 |